# Pimlico Special
Groupe III
Le Pimlico Special est une course hippique de plat se déroulant en mai sur l'hippodrome de Pimlico, à Baltimore dans le Maryland aux États-Unis. Elle fut longtemps l'une des plus prestigieuses courses américaines, et le théâtre d'un affrontement légendaire entre Seabiscuit et War Admiral en 1938. 

## Histoire
Créée en 1937 sous l'impulsion d'Aflred Vanderbilt, Jr., qui rêve d'en faire une sorte de finale réunissant les meilleurs chevaux américains en fin de saison, le Pimlico Special devient d'emblée un rendez-vous majeur du calendrier américain, puisque son premier vainqueur est le crack War Admiral. En 1938, elle entre dans la légende avec l'affrontement entre le classique War Admiral et l'ancien sans-grade Seabiscuit qualifié de "match du siècle", suivi à la radio par 40 millions d'Américains et remporté par le second. Passage obligé en fin de saison pour de nombreux champions, remporté par une seule pouliche, Twilight Tear en 1944, et une seule fois à deux reprises (par Challedon en 1939 et 1940), le Pimlico Special est supprimé du calendrier en 1959 avant d'y reparaître trois décennies plus tard, désormais disputé en mai et doté d'une allocation ayant grimpé jusqu'à un million de dollars en 1990. Non couru en 2009, 2010 et 2011, il se voit déclassé de groupe 1 à groupe 3 et perd de son prestige dans les années 2000. 
Parfois le Pimlico Special s'est résumé à un duel, voire à un walk-over (Whirlaway en 1942, Citation en 1948), mais il est longtemps resté déterminant dans l'attribution du titre de cheval de l'année, treize de ses lauréats ayant obtenu la récompense suprême la même année : War Admiral (1937), Seabiscuit (1938), Challedon (1939-1940), Whirlaway (1942), Assault (1946), Citation (1948), Capot (1949), Tom Fool (1953), Criminal Type (1990), Cigar (1995), Skip Away (1998), Mineshaft (2003), Invasor (2006). Enfin, l'épreuve a été remportée par onze Hall of Famers.  

## Palmarès 1937-2008
| Année                      | Cheval          | S/A             | Pays            | Père            | Jockey             | Entraîneur          | Propriétaire                    | Deuxième         | Troisième           | Temps           |
| -------------------------- | --------------- | --------------- | --------------- | --------------- | ------------------ | ------------------- | ------------------------------- | ---------------- | ------------------- | --------------- |
| 2008                       | Student Council | M.6             | États-Unis      | Kingmambo       | Shaun Bridgmohan   | Steve Asmussen      | Millennium Farms                | Gottcha Gold     | Sir Whimsey         | 1'54"87         |
| 2007                       | édition annulée | édition annulée | édition annulée | édition annulée | édition annulée    | édition annulée     | édition annulée                 | édition annulée  | édition annulée     | édition annulée |
| 2006                       | Invasor         | M.4             | Argentine       | Candy Stripes   | Ramon Domínguez    | Kiaran McLaughlin   | Shadwell Stable                 | Wanderin Boy     | West Virginia       | 1'54"40         |
| 2005                       | Eddington       | M.4             | États-Unis      | Unbridled       | Eibar Coa          | Mark A. Hennig      | Willmott Stables                | Pollard's Vision | Presidential Affair | 1'58"05         |
| 2004                       | Southern Image  | M.4             | États-Unis      | Halos Image     | Victor Espinoza    | Michael Machowsky   | Blahut Stables                  | Midway Road      | Bowman's Band       | 1'55"89         |
| 2003                       | Mineshaft       | M.4             | Royaume-Uni     | A.P. Indy       | Robby Albarado     | Neil J. Howard      | Farish, Webber & Elkins         | Western Pride    | Judge's Case        | 1'56"16         |
| 2002                       | édition annulée | édition annulée | édition annulée | édition annulée | édition annulée    | édition annulée     | édition annulée                 | édition annulée  | édition annulée     | édition annulée |
| 2001                       | Include         | M.4             | États-Unis      | Broad Brush     | Jerry Bailey       | Bud Delp            | Brereton C. Jones               | Albert the Great | Pleasant Breeze     | 1'55"61         |
| 2000                       | Golden Missile  | M.5             | États-Unis      | A.P. Indy       | Kent Desormeaux    | Joe Orseno          | Frank Stronach                  | Pleasant Breeze  | Lemon Drop Kid      | 1'54"65         |
| 1999                       | Real Quiet      | M.4             | États-Unis      | Quiet American  | Gary Stevens       | Bob Baffert         | Michael E. Pegram               | Free House       | Fred Bear Claw      | 1'54"31         |
| 1998                       | Skip Away       | M.5             | États-Unis      | Skip Trial      | Jerry Bailey       | Sonny Hine          | Carolyn Hine                    | Precosity        | Hot Brush           | 1'54"20         |
| 1997                       | Gentlemen       | M.5             | Argentine       | Robin Des Bois  | Gary Stevens       | Richard Mandella    | Randall Dee Hubbard             | Skip Away        | Tejano Run          | 1'53"03         |
| 1996                       | Star Standard   | M.4             | États-Unis      | Risen Star      | Pat Day            | Nick Zito           | William Condren                 | Key of Luck      | Geri                | 1'54"40         |
| 1995                       | Cigar           | M.5             | États-Unis      | Palace Music    | Jerry Bailey       | William I. Mott     | Allen E. Paulson                | Devil His Due    | Concern             | 1'53"60         |
| 1994                       | As Indicated    | M.4             | États-Unis      | Czaravich       | Robbie Davis       | Richard Schosberg   | Heatherwood Farm                | Devil His Due    | Valley Crossing     | 1'55"00         |
| 1993                       | Devil His Due   | M.4             | États-Unis      | Devil's Bag     | Herb McCauley      | H. Allen Jerkens    | Edith LiButti                   | Valley Crossing  | Pistols and Roses   | 1'55"40         |
| 1992                       | Strike the Gold | M.4             | États-Unis      | Alydar          | Craig Perret       | Nick Zito           | BCC Stable                      | Fly So Free      | Twilight Agenda     | 1'54"80         |
| 1991                       | Farma Way       | M.4             | États-Unis      | Marfa           | Gary Stevens       | D. Wayne Lukas      | Quarter B Farm                  | Summer Squall    | Jolie's Halo        | 1'52"40         |
| 1990                       | Criminal Type   | M.5             | États-Unis      | Alydar          | José A. Santos     | D. Wayne Lukas      | Calumet Farm & J. K. Arnemann   | Ruhlmann         | De Roche            | 1'53"00         |
| 1989                       | Blushing John   | M.4             | États-Unis      | Blushing Groom  | Ángel Cordero Jr.  | Richard J. Lundy    | Allen E. Paulson                | Proper Reality   | Granacus            | 1'53"20         |
| 1988                       | Bet Twice       | M.4             | États-Unis      | Sportin Life    | Craig Perret       | Warren A. Croll Jr. | Blanche P. Levy                 | Lost Code        | Cryptoclearance     | 1'54"20         |
| 1959-1987 : Pas d'éditions |                 |                 |                 |                 |                    |                     |                                 |                  |                     |                 |
| 1958                       | Vertex          | M.4             | États-Unis      | The Rhymer      | Sam Boulmetis Sr.  | Joseph F. Piarulli  | J. J. Brunetti & F. A. Piarulli | Sharpsburg       | Beter Bee           | 2'00"60         |
| 1957                       | Promised Land   | M.3             | États-Unis      | Palestinian     | Bill Hartack       | Hirsch Jacobs       | Ethel D. Jacobs                 | Tick Tock        | Third Br'th'r       | 1'57"40         |
| 1956                       | Summer Tan      | M.4             | États-Unis      | Heliopolis      | Dave Erb           | Sherrill W. Ward    | J. W. Galbreath                 | Midafternoon     | Find                | 1'56"60         |
| 1955                       | Sailor II       | M.3             | États-Unis      | Eight Thirty    | Hedley Woodhouse   | Preston M. Burch    | Isabel Dodge Sloane             | Mister Gus       | Social Outcast      | 1'57"60         |
| 1954                       | Helioscope      | M.3             | États-Unis      | Heliopolis      | Sam Boulmetis Sr.  | Howard Hausner      | William G. Helis Jr.            | Hasseyampa       | Fisherman           | 1'59"00         |
| 1953                       | Tom Fool        | M.4             | États-Unis      | Menow           | Ted Atkinson       | John M. Gaver Sr.   | Greentree Stable                | Navy Page        | Alerted             | 1'55"80         |
| 1952                       | General Staff   | M.4             | États-Unis      | Mahmoud         | Glen Lasswell      | Jimmy McGee         | Larry MacPhail                  | One Hitter       | Call Over           | 1'57"40         |
| 1951                       | Bryan G.        | M.4             | États-Unis      | Blenheim        | Ovie Scurlock      | Casey Hayes         | Meadow Stable                   | County Delight   | Call Over           | 1'57"40         |
| 1950                       | One Hitter      | M.4             | États-Unis      | Shut Out        | Ted Atkinson       | John M. Gaver Sr.   | Greentree Stable                | Chicle II        | Abstract            | 1'58"60         |
| 1949                       | Capot           | M.4             | États-Unis      | Menow           | Ted Atkinson       | John M. Gaver Sr.   | Greentree Stable                | Coaltown         | ―                   | 1'56"80         |
| 1948                       | Citation        | M.3             | États-Unis      | Bull Lea        | Eddie Arcaro       | Horace A. Jones     | Calumet Farm                    | ―                | ―                   | 1'59"80         |
| 1947                       | Fervent         | M.3             | États-Unis      | Blenheim        | Albert Snider      | Ben A. Jones        | Calumet Farm                    | Cosmic Bomb      | Armed               | 1'58"40         |
| 1946                       | Assault         | M.3             | États-Unis      | Bold Venture    | Eddie Arcaro       | Max Hirsch          | King Ranch                      | Stymie           | Bridle Flower       | 1'57"00         |
| 1945                       | Armed           | M.4             | États-Unis      | Bull Lea        | Douglas Dodson     | Ben A. Jones        | Calumet Farm                    | First Fiddle     | Stymie              | 1'58"80         |
| 1944                       | Twilight Tear   | F.3             | États-Unis      | Bull Lea        | Douglas Dodson     | Ben A. Jones        | Calumet Farm                    | Devil Diver      | Megogo              | 1'56"60         |
| 1943                       | Shut Out        | M.4             | États-Unis      | Equipoise       | Eddie Arcaro       | John M. Gaver Sr.   | Greentree Stable                | Slide Rule       | F. Manhurst         | 2'00"20         |
| 1942                       | Whirlaway       | M.4             | États-Unis      | Blenheim        | George Woolf       | Ben A. Jones        | Calumet Farm                    | ―                | ―                   | 2'00"40         |
| 1941                       | Market Wise     | M.3             | États-Unis      | Brokers Tip     | Wendell Eads       | George W. Carroll   | Louis Tufano                    | Haltal           | ―                   | 1'58"80         |
| 1940                       | Challedon       | M.4             | États-Unis      | Challenger      | George Woolf       | Don Cameron         | Branncastle Farm                | Can't Wait       | ―                   | 2'03"20         |
| 1939                       | Challedon       | M.3             | États-Unis      | Challenger      | Eddie Arcaro       | Louis Schaefer      | Branncastle Farm                | Kayak II         | Cravat              | 1'59"00         |
| 1938                       | Seabiscuit      | M.5             | États-Unis      | Hard Tack       | George Woolf       | Tom Smith           | Charles S. Howard               | War Admiral      | ―                   | 1'56"60         |
| 1937                       | War Admiral     | M.3             | États-Unis      | Man O'War       | Charley Kurtsinger | George Conway       | Glen Riddle Farm                | Masked General   | War Minstrel        | 1'58"80         |